# Possessed (album)
Possessed is het vierde studioalbum van de Britse metalband Venom. Het album verscheen in april 1985. Het was het laatste album voordat gitarist Jeffrey ”Mantas” Dunn vertrok.

## Nummers
1. Powerdrive (3:14)
2. Flytrap (3:50)
3. Satanachist (2:43)
4. Burn This Place (To the Ground) (2:42)
5. Harmony Dies (2:42)
6. Possessed (4:52)
7. Hellchild (2:40)
8. Moonshine (3:19)
9. Wing and a Prayer (2:47)
10. Suffer Not the Children (3:07)
11. Voyeur (3:01)
12. Mystique (4:58)
13. Too Loud (For the Crowd) (3:02)

2002 Castle Music/Sanctuary Records Group bonus tracks
- Nightmare (12" mix) (3:54)
- F.O.A.D. (12" B-side) (3:05)
- Warhead (12" B-side) (3:41)
- Possessed (remix) (5:14)
- Witching Hour (live) (4:17)
- Teacher's Pet/Poison/Teacher's Pet (live) (7:59)

## Bandsamenstelling
- Cronos – Zang, bas
- Mantas – Gitaar
- Abaddon – Drums

## Het nummer Possessed
Het titelnummer Possessed bevat (licht aangepaste) fragmenten die op eerdere albumhoezen en bandshirts hadden gestaan:
- van Welcome to Hell

We drink the vomit of the priests
Make love with the dying whore
We suck the blood of the beast
And hold the key to deaths door
- van Black Metal

I am possessed by all that is evil
The death of your God I demand!
I spit at the virgin you worship
And sit at my lord Satan's left hand
- ook ten tijde van Black Metal verscheen een T-shirt met

Look at me Satan’s child
Born of evil thus defiled

## Ontvangst
Waar Venom ondanks de beperkte muzikale ontwikkeling in de eerste jaren als een van de belangrijkste grondleggers van extreme metal golden, ook bij bands met beduidend meer muzikale capaciteiten, nam de waardering voor de band aanzienlijk af met het verschijnen van het album Possessed. Vreemd genoeg hebben de bandleden op dit album ten opzichte van eerdere albums een duidelijke ontwikkeling doorgemaakt.
Zanger Cronos zelf beschouwt het nog steeds als een album met enkele goede nummers, maar erkent wel dat ze beter hadden kunnen klinken met een betere opname. Een ander opvallend punt ten aanzien van de kritiek is dat het album veel materiaal bevat dat al tijdens de eerste drie albums geschreven was. Wel was het de eerste keer dat Venom een andere studio gebruikte dan de Impulse Studios waar ze tot dan toe altijd gewerkt hadden, namelijk de Moorhall Studio in Sussex.
Het nummer Too Loud For The Crowd (over de status die de band heeft weten te verwerven in de metalscene) hoort in deze periode live tot een van de beter ontvangen nummers, maar de meeste nummers van het album halen het nooit tot de live setlist. Ook Satanachist en Flytrap halen het nog tot het livealbum Eine Kleine Nachtmusik (1986).

## Teksten
De teksten op de eerste drie albums van Venom choqueerden door het gebruik van satanische symboliek die de kennis van een ingewijde in satanisme deed vermoeden. Later heeft zanger Cronos met grote regelmaat toegegeven dat hij die kennis gewoon in de bibliotheek had opgedaan en deze vooral gebruikte om bij de muziek te laten passen: "Satan is power and Venom is power so we write about Satan". Het nieuwe leek er ten tijde van Possessed wel van af en Venom wist met de teksten ook niet meer hetzelfde effect te bereiken als in het verleden. Toch persisteert Venom in de satanische teksten, die minder direct zijn dan in het verleden, maar wel aantonen dat Cronos meer tijd begint te besteden aan zijn teksten. Vooral in de nummers Satanachist, Hellchild en Possessed houdt Cronos vast aan zijn satanische imago. Het nummer Moonshine lijkt op een liefdeslied, maar het is in feite een verwijzing naar het gebruik van illegale drank.

## Trivia
- Het jongetje op de albumhoes is de zoon van drummer Abaddon.
- Het meisje op de albumhoes is het nichtje van producer Keith Nichol.